# Wybory samorządowe na Litwie w 2011 roku
Wybory samorządowe na Litwie w 2011 roku (lit. 2011 m. vasario 27 d. savivaldybių tarybų rinkimai) odbyły się 27 lutego. W ich wyniku został wyłoniony skład rad miejskich i rejonowych. Wybory zostały zarządzone przez Sejm Republiki Litewskiej w dniu 28 września 2010 roku na mocy artykułu 67 pkt 12 konstytucji. Odbyły się zgodnie ze znowelizowaną ordynacją wyborczą, która dopuszcza udział nie tylko ugrupowań i koalicji wyborczych, ale również osób prywatnych. W wyniku wyborów zostało wyłonionych 1526 radnych – o 24 mniej niż w poprzednim głosowaniu z 2007. W wyborach wzięli udział działacze litewskich partii politycznych, w tym członkowie Akcji Wyborczej Polaków na Litwie. Na zaproszenie AWPL wybory były obserwowane m.in. przez przedstawicieli polskiego Sejmu i Senatu, OBWE, a także parlamentarzystów europejskich.

## Wyniki
Najwięcej głosów i mandatów w wyborach (181,4 tys. głosów i 328 mandatów) zebrała Litewska Partia Socjaldemokratyczna, główna siła opozycyjna wobec rządu Kubiliusa. Na drugim miejscu znaleźli się rządzący konserwatyści, którzy otrzymali 163,0 tys. głosów i 249 mandatów w radach. Kolejne dwa miejsce zajęły uważane za populistyczne partie opozycyjne: Partia Pracy: 110 tys. i 165 mandatów oraz Porządek i Sprawiedliwość: 95 tys. i 155 mandatów. Dwie koalicyjne partie liberalne zanotowały wyniki na poziomie 72,1 tys. głosów i 126 mandatów (Związek Liberałów i Centrum) oraz 62,8 tys. i 98 mandatów. Litewski Ludowy Związek Chłopski otrzymał 71,1 tys. głosów i 147 mandatów, zaś Nowy Związek (Socjalliberałowie) – 39,3 tys. głosów i 52 mandaty. Czwarte ugrupowanie koalicyjne – Partia Wskrzeszenia Narodowego – uzyskało 1,8 tys. głosów i żadnego mandatu. Klęskę poniosły również: Partia Chrześcijańska – 19,5 tys. głosów i 15 mandatów, Partia Żmudzinów – 4,1 tys. głosów i 3 mandaty, Litewski Związek Socjaldemokratyczny – 5,6 tys. głosów i 6 mandatów, a także Socjalistyczny Front Ludowy – 7,4 tys. głosów i 2 mandaty. Młoda Litwa obroniła swój „przyczółek kowieński”, uzyskując 11,8 tys. głosów i 4 mandaty (w poprzednich wyborach dostała 2 mandaty).
O sukcesie może mówić Akcja Wyborcza Polaków na Litwie: uzyskała 74,5 tys. głosów i 65 manatów (poprzednio: 53 mandaty). Jako że w części samorządów Polacy startowali wraz z Sojuszem Rosyjskim, kilka z wywalczonych mandatów przypadnie temu drugiemu ugrupowaniu. Szczególny sukces AWPL odniosła w Wilnie, gdzie zajęła drugie miejsce zaraz po Bloku Zuokasa (lit. Artūro Zuoko ir Vilniaus koalicija) – Polacy i Rosjanie zebrali łącznie 15,07% głosów i 11 mandatów. AWPL powróciła do samorządów w Szyrwintach i Wisagini. Sojusz Rosyjski startował samodzielnie w Kłajpedzie, gdzie uzyskał 4,0 tys. głosów i 3 mandaty (podobnie jak poprzednio). Drugie z ugrupowań rosyjskich, które nie zawiązało koalicji z AWPL, Związek Rosjan Litwy, nie przekroczyło bariery uprawniającej do udziału w podziale mandatów w Wilnie, tracąc 2 radnych. Zachowało jednocześnie przedstawicielstwo w radach w Wisagini i Kłajpedzie.
Niektóre z mandatów radzieckich objęły również osoby indywidualne, względnie bloki polityczne. Oprócz Bloku Artūrasa Zuokasa, który uzyskał w Wilnie pierwsze miejsce (17,74% głosów i 12 z 51 mandatów) o sukcesie może mówić ugrupowanie „Zjednoczone Kowno” (lit. Vieningas Kaunas), które zebrało 8,88% głosów i 5 mandatów w kowieńskiej radzie miejskiej.